# Lewoleba Selatan
Lewoleba Selatan is een bestuurslaag in het regentschap Lembata van de provincie Oost-Nusa Tenggara, Indonesië. Lewoleba Selatan telt 2723 inwoners (volkstelling 2010).